# Cuveglio
Cuveglio là một đô thị ở tỉnh Varese trong vùng Lombardia, có cự ly khoảng 60 km về phía tây bắc của Milan và khoảng 12 km về phía tây bắc của Varese. Tại thời điểm ngày 31 tháng 12 năm 2004, đô thị này có dân số 3.228 người và diện tích là 7,7 km².
Đô thị Cuveglio có các frazioni (đơn vị trực thuộc, chủ yếu là các làng) Vergobbio, Cavona, và Canonica di Cuveglio.
Cuveglio giáp các đô thị: Casalzuigno, Cassano Valcuvia, Castello Cabiaglio, Cuvio, Duno, Rancio Valcuvia.